# 约瓦尼·阿拉贡
约瓦尼·阿拉贡（西班牙語：Yovany Aragón，1974年5月2日—），古巴棒球运动员。他曾代表古巴国家队参加2000年夏季奥林匹克运动会棒球比赛，获得一枚银牌。他也曾参加2003年泛美运动会。